# Jonas Flöter
Jonas Flöter (* 1967) ist ein deutscher Pädagoge und Historiker.
Flöter studierte Geschichte, Sozialkunde, Kunstgeschichte und Kulturwissenschaft an den Universitäten Leipzig, Klagenfurt und Wien. 2001 wurde er in Leipzig promoviert, 2007 habilitierte er sich ebenda. Von 2012 bis 2020 war er Studienrat am Domgymnasium Naumburg für die Fächer Geschichte und Sozialkunde und zugleich von 2016 bis 2020 Referent für Führungskräfteentwicklung am Landesschulamt Sachsen-Anhalt. 2020 wurde er auf eine Professur für Allgemeine Erziehungswissenschaft an die Universität Leipzig berufen.
Flöters Forschungsschwerpunkte liegen in der Kultur- und Sozialgeschichte des Bildungswesens, der Theorie von Bildung und Erziehung, der Stiftungsforschung, der Universitäts- und Wissenschaftsgeschichte sowie der Verfassungs- und Politikgeschichte des 18. bis 20. Jahrhunderts. 

## Schriften
Monografien
- Schulpforte im Kontext. Bildungsgeschichtliche Betrachtungen aus vierdreiviertel Jahrhunderten. Leipziger Universitätsverlag, Leipzig 2018.
- Eliten-Bildung in Sachsen und Preußen. Die Fürsten- und Landesschulen Grimma, Meißen, Joachimsthal und Pforta (1868–1933). Böhlau, Köln/Weimar/Wien 2009.
- Leipziger Universitätsgeschichte(n). 600 Jahre Alma Mater Lipsiensis. Evangelische Verlagsanstalt, Leipzig 2009.
- Beust und die Reform des Deutschen Bundes 1850–1866. Sächsisch-mittelstaatliche Koalitionspolitik im Kontext der deutschen Frage. Böhlau, Köln/Weimar/Wien 2001.

Herausgeberschaften
- mit Gerald Diesener: Karl Lamprecht (1856–1915). Durchbruch in der Geschichtswissenschaft. Leipziger Universitätsverlag, Leipzig 2015.
- mit Christian Ritzi: Das Joachimsthalsche Gymnasium. Beiträge zum Aufstieg und Niedergang der Fürstenschule der Hohenzollern. Klinkhardt, Bad Heilbrunn 2009.
- mit Christian Ritzi: Bildungsmäzenatentum. Privates Handeln, Bürgersinn, kulturelle Kompetenz seit der Frühen Neuzeit. Böhlau, Köln/Weimar/Wien 2007.
- mit Günther Wartenberg: Die sächsischen Fürsten- und Landesschulen. Interaktion von lutherisch-humanistischem Erziehungsideal und Eliten-Bildung. Leipziger Universitätsverlag, Leipzig 2004.
- mit Günther Wartenberg: Die Dresdener Konferenz 1850/51. Föderalisierung des Deutschen Bundes versus Machtinteressen der Einzelstaaten. Leipziger Universitätsverlag, Leipzig 2002.

| Personendaten    | Personendaten                     |
| ---------------- | --------------------------------- |
| NAME             | Flöter, Jonas                     |
| KURZBESCHREIBUNG | deutscher Pädagoge und Historiker |
| GEBURTSDATUM     | 1967                              |